# Якуб Юрка
Якуб Юрка (13 червня 1999 , Оломоуць, Північноморавський крайd ) — чеський фехтувальник на шпагах, бронзовий призер Олімпійських ігор 2024 року.

## Виступи на Олімпіадах
| Олімпіада  | Дисципліна          | Місце |
| ---------- | ------------------- | ----- |
| Токіо 2020 | індивідуальна шпага | 25    |
| Париж 2024 | індивідуальна шпага | 32    |
| Париж 2024 | командна шпага      | 3     |